# Pardo d'argento per la miglior regia
Il Pardo d'argento per la miglior regia è un premio cinematografico assegnato della città e della regione di Locarno assegnato al regista dal 2006, al Festival internazionale del film di Locarno. 

## Albo d'oro

### Anni 1940
- 1946: René Clair - Dieci piccoli indiani (And Then There Were None)
- 1947: René Clair - Il silenzio è d'oro (Le silence est d'or)
- 1948
  - John Ford - Il massacro di Fort Apache (Fort Apache)
  - Roberto Rossellini - Germania anno zero
- 1949: William A. Wellman - Cielo giallo (Yellow Sky)

### Anni 1950
- 1958: Claude Chabrol - Le beau Serge
- 1959: Stanley Kubrick - Il bacio dell'assassino (Killer's Kiss)

### Anni 1960
- 1960: Mark Donskoj - Foma Gordeev

### Anni 2000
- 2006: Laurent Achard - Le dernier des fous
- 2008: Denis Côté - Elle veut le chaos
- 2009: Aleksei Mizgiryov - Buben, baraban

### Anni 2010
- 2010: Denis Côté - Curling
- 2011: Adrian Sitaru - Din dragoste cu cele mai bune intenții
- 2012: Liang Ying - When Night Falls (Wo hai you hua yao shuo)
- 2013: Hong Sang-soo - Uri Sunhi
- 2014: Pedro Costa - Cavalo Dinheiro
- 2015: Andrzej Żuławski - Cosmos
- 2016: João Pedro Rodrigues - O Ornitólogo
- 2017: F. J. Ossang - 9 Doigts
- 2018: Dominga Sotomayor - Tarde para morir joven
- 2019: Damien Manivel - Les enfants d'Isadora

### Anni 2020
- 2020: non assegnato a causa della pandemia di COVID-19
- 2021: Abel Ferrara – Zeros and Ones
- 2022: Valentina Maurel – Tengo sueños eléctricos
- 2023: Maryna Vroda – Stepne
- 2024: Laurynas Bareiša – Sesės
- 2025: Abbas Fahdel – Tales of the Wounded Land